# Katádfa
Katádfa là một thị trấn thuộc hạt Baranya, Hungary. Thị trấn này có diện tích 4,39 km², dân số năm 2010 là 175 người, mật độ 40 người/km².